# پرمت
پَرمت نام شهری است در کشور آلبانی.
این شهر مرکز استان پرمت است.
جمعیت آن ۹۸۰۰ نفر است.
شهر پرمت به خاطر گل و گلزارهای خود معروف است و در آلبانی به نام «شهر گل‌ها» معروف گشته.